# Pardosa flavipalpis
Pardosa flavipalpis är en spindelart som beskrevs av F. O. Pickard-Cambridge 1902. Pardosa flavipalpis ingår i släktet Pardosa och familjen vargspindlar.
Artens utbredningsområde är Mexiko. Inga underarter finns listade i Catalogue of Life.